# Karol Angielski
Karol Angielski (* 20. března 1996 Kielce) je polský profesionální fotbalista, který hraje na pozici útočníka za turecký klub Sivasspor. Je také bývalmý mládežnickým reprezentantem Polska.

## Klubová kariéra
Svoji fotbalovou kariéru začal v Koroně Kielce. V roce 2012 se propracoval do prvního týmu. Před sezonou 2014/15 přestoupil do Śląsku Wrocław.

### Piast Gliwice
Po roce zamířil do Piastu Gliwice, kde podepsal tříletý kontrakt.

#### Sezona 2015/16
V Ekstraklase za Piast debutoval v ligovém utkání 8. kola (13. září 2015) proti mužstvu Pogoń Szczecin (prohra Gliwic 1:3), když v 84. minutě vystřídal Sašu Živce. Celkem v ročníku 2015/16 odehrál 4 zápasy, branku v nich nedal.

#### Zawisza Bydgoszcz (hostování)
V únoru 2016 odešel na půlroční hostování do týmu Zawisza Bydgoszcz. Za mužstvo odehrál dohromady 13 zápasů, ve kterých vsítil dvě branky.

#### Olimpia Grudziądz (hostování)
Před sezonou 2016/17 zamířil na další hostování, tentokrát do mužstva Olimpia Grudziądz.